# Brent Burns
Brent Burns (* 9. března 1985, Barrie, Kanada) je kanadský hokejový obránce momentálně hrající v severoamerické NHL za tým Carolina Hurricanes. Kanadu reprezentoval na Světovém poháru v Torontu 2016 a na MS 2008, 2010, 2011 a 2015. V roce 2015 se stal mistrem světa a zároveň byl zvolen do nejlepší formace turnaje.

## Ocenění a úspěchy
- 2003 OHL - All-Rookie Tým
- 2004 MSJ - Nejlepší nahrávač
- 2004 MSJ - Nejlepší nahrávač mezi obránci
- 2008 MS - Nejlepší obránce
- 2008 MS - Nejlepší hráč v pobytu na ledě (+/-)
- 2015 NHL - Největší přispění na charitativní činnost
- 2015 MS - All-Star Tým
- 2015 MS - Nejlepší obránce
- 2015 MS - Top tří nejlepších hráčů v týmu
- 2016 NHL - Nejlepší střelec mezi obránci
- 2016 NHL - Nejlepší střelec mezi obránci v playoff
- 2016 NHL - Nejlepší nahrávač mezi obránci v playoff
- 2016 NHL - Nejproduktivnější obránce v playoff
- 2016 NHL - Druhý All-Star Team
- 2017 NHL - James Norris Memorial Trophy
- 2017 NHL - První All-Star Team
- 2017 NHL - Nejlepší střelec mezi obránci
- 2017 NHL - Nejproduktivnější obránce
- 2019 NHL - První All-Star Team
- 2019 NHL - Nejlepší nahrávač mezi obránci
- 2019 NHL - Nejproduktivnější obránce
- 2011, 2015, 2016, 2017, 2018 a 2019 NHL - All-Star Game

## Prvenství
- Debut v NHL - 8. října 2003 (Chicago Blackhawks proti Minnesota Wild)
- První asistence v NHL - 10. října 2003 (Minnesota Wild proti New York Rangers)
- První gól v NHL - 12. října 2003 (Minnesota Wild proti San Jose Sharks, finskému brankáři Vesa Toskala)
- První hattrick v NHL - 29. listopadu 2013 (San Jose Sharks proti St. Louis Blues)

## Klubové statistiky
| Sezóna       | Klub                 | Soutěž       |      | Základní část | Základní část | Základní část | Základní část | Základní část |    | Play off | Play off | Play off | Play off | Play off |
| Sezóna       | Klub                 | Soutěž       | Z    | G             | A             | B             | TM            | Z             | G  | A        | B        | TM       |          |          |
| 2001/02      | Couchiching Terriers | OPJHL        | 46   | 4             | 7             | 11            | 16            | —             | —  | —        | —        | —        |          |          |
| 2002/03      | Brampton Battalion   | OHL          | 68   | 15            | 25            | 40            | 14            | 11            | 5  | 6        | 11       | 6        |          |          |
| 2003/04      | Minnesota Wild       | NHL          | 36   | 1             | 5             | 6             | 12            | —             | —  | —        | —        | —        |          |          |
| 2003/04      | Houston Aeros        | AHL          | 1    | 0             | 1             | 1             | 2             | —             | —  | —        | —        | —        |          |          |
| 2004/05      | Houston Aeros        | AHL          | 73   | 11            | 16            | 27            | 57            | 5             | 0  | 0        | 0        | 4        |          |          |
| 2005/06      | Minnesota Wild       | NHL          | 72   | 4             | 12            | 16            | 32            | —             | —  | —        | —        | —        |          |          |
| 2006/07      | Minnesota Wild       | NHL          | 77   | 7             | 18            | 25            | 26            | 5             | 0  | 1        | 1        | 14       |          |          |
| 2007/08      | Minnesota Wild       | NHL          | 82   | 15            | 28            | 43            | 80            | 6             | 0  | 2        | 2        | 6        |          |          |
| 2008/09      | Minnesota Wild       | NHL          | 59   | 8             | 19            | 27            | 45            | —             | —  | —        | —        | —        |          |          |
| 2009/10      | Minnesota Wild       | NHL          | 47   | 3             | 17            | 20            | 32            | —             | —  | —        | —        | —        |          |          |
| 2010/11      | Minnesota Wild       | NHL          | 80   | 17            | 29            | 46            | 98            | —             | —  | —        | —        | —        |          |          |
| 2011/12      | San Jose Sharks      | NHL          | 81   | 11            | 26            | 37            | 34            | 5             | 1  | 1        | 2        | 4        |          |          |
| 2012/13      | San Jose Sharks      | NHL          | 30   | 9             | 11            | 20            | 20            | 11            | 2  | 2        | 4        | 8        |          |          |
| 2013/14      | San Jose Sharks      | NHL          | 69   | 22            | 26            | 48            | 34            | 7             | 2  | 1        | 3        | 23       |          |          |
| 2014/15      | San Jose Sharks      | NHL          | 82   | 17            | 43            | 60            | 65            | —             | —  | —        | —        | —        |          |          |
| 2015/16      | San Jose Sharks      | NHL          | 82   | 27            | 48            | 75            | 53            | 23            | 7  | 16       | 23       | 10       |          |          |
| 2016/17      | San Jose Sharks      | NHL          | 82   | 29            | 47            | 76            | 40            | 6             | 0  | 3        | 3        | 6        |          |          |
| 2017/18      | San Jose Sharks      | NHL          | 82   | 12            | 55            | 67            | 46            | 10            | 3  | 4        | 7        | 6        |          |          |
| 2018/19      | San Jose Sharks      | NHL          | 82   | 16            | 67            | 83            | 34            | 20            | 5  | 11       | 16       | 6        |          |          |
| 2019/20      | San Jose Sharks      | NHL          | 70   | 12            | 33            | 45            | 34            | —             | —  | —        | —        | —        |          |          |
| 2020/21      | San Jose Sharks      | NHL          | 56   | 7             | 22            | 29            | 36            | —             | —  | —        | —        | —        |          |          |
| 2021/22      | San Jose Sharks      | NHL          | 82   | 10            | 44            | 54            | 42            | —             | —  | —        | —        | —        |          |          |
| 2022/23      | Carolina Hurricanes  | NHL          | 82   | 18            | 43            | 61            | 44            | 15            | 2  | 7        | 9        | 20       |          |          |
| 2023/24      | Carolina Hurricanes  | NHL          | 82   | 10            | 33            | 43            | 20            | 11            | 1  | 3        | 4        | 2        |          |          |
| Celkem v NHL | Celkem v NHL         | Celkem v NHL | 1415 | 255           | 626           | 881           | 827           | 120           | 23 | 52       | 75       | 107      |          |          |

## NHL All-Star Games
| Rok    | Místo       |        | G | A  | B  |
| ------ | ----------- | ------ | - | -- | -- |
| 2011   | Raleigh     | 0      | 1 | 1  |    |
| 2015   | Columbus    | 1      | 1 | 2  |    |
| 2016   | Nashville   | 0      | 4 | 4  |    |
| 2017   | Los Angeles | 1      | 1 | 2  |    |
| 2018   | Tampa       | 1      | 2 | 3  |    |
| 2019   | San Jose    | 1      | 1 | 2  |    |
| Celkem | Celkem      | Celkem | 4 | 10 | 14 |

## Reprezentace
| Rok             | Tým             | Soutěž          | Z  | G | A  | B  | TM |
| --------------- | --------------- | --------------- | -- | - | -- | -- | -- |
| 2004            | Kanada          | MSJ             | 6  | 0 | 6  | 6  | 20 |
| 2008            | Kanada          | MS              | 9  | 3 | 6  | 9  | 16 |
| 2010            | Kanada          | MS              | 7  | 0 | 5  | 5  | 12 |
| 2011            | Kanada          | MS              | 7  | 2 | 2  | 4  | 8  |
| 2015            | Kanada          | MS              | 10 | 2 | 9  | 11 | 4  |
| Junioři celkově | Junioři celkově | Junioři celkově | 6  | 0 | 6  | 6  | 20 |
| Senioři celkově | Senioři celkově | Senioři celkově | 33 | 7 | 22 | 29 | 40 |